# ایوان مارکونه
ایوان مارکونه (انگلیسی: Iván Marcone؛ زادهٔ ۳ ژوئن ۱۹۹۰) بازیکن فوتبال اهل آرژانتین است که در پست هافبک میانی برای ایندپندینته بازی می‌کند.
وی همچنین در تیم ملی فوتبال آرژانتین بازی کرده‌است.